# アロコドン
アロコドン（Alocodon　「溝のある歯」の意味）は、ジュラ紀中期、現在のポルトガルに生息していた鳥盤類恐竜の属の一つである。1973年、Richard Anthony Thulbornにより記載された。属名は古代ギリシャ語で「溝」を意味するαλοξ（ラテン文字転写alox）とὀδών（ラテン文字転写odon）から派生して「溝のある歯」という意味であり、小型の鳥脚類に似た縦に溝のある歯を持っていることにちなんでいる。これらの歯以外知られておらず、一般的に疑問名（nomen dubium）と考えられている。
タイプ種Alocodon kuehneiの種小名はドイツの古生物学者Georg Kühneに献名されたものである。ホロタイプ標本はLPFU P X 2である。
Thulbornは記載時にはファブロサウルス科（Fabrosauridae）に分類したが、ピーター・ガルトンはヒプシロフォドン科（hypsilophodontidae）に分類した。さらにポール・セレノのは1991年にA. kuehneiを鳥盤類の所属位置不明としている。その後の研究ではこの種はおそらく装盾類であると示されている。

## 註
1. 1 2 3  Thulborn, R.A. (1975). "Teeth of ornithischian dinosaurs from the Upper Jurassic of Portugal, with description of a w:hypsilophodontid (Phyllodon henkeli gen. et sp. nov.) from the Guimarota lignite", Contribuição para o conhecimento da Fauna do Kimerridgiano da Mina de Lignito Guimarota (Leiria, Portugal), Serviços Geológicos de Portugal, Memória (Nova Série) 22: 89-134